# Marathon (Wisconsin)
Pour les articles homonymes, voir Marathon.
Marathon  est une ville du Wisconsin, dans le comté de Marathon, aux États-Unis. Sa population était de 1 048 habitants lors du recensement de 2010.

## Géographie
Lors du recensement de 2000, il y avait 1 085 habitants, 365 habitations et 305 familles résidant dans la ville.

## Personnalités liées à la ville
- le dessinateur Craig Thompson y a vécu la plus grande part de sa jeunesse.